# フィジーの島の一覧
フィジーの島の一覧を示す。
フィジーは300余の火山島と珊瑚礁からなる。

## 一覧
- コンウェイ環礁（英語版）
- カンダブ諸島（英語版）
  - カンダブ島
  - ナギギア島
- ラウ諸島（英語版）
  - モアラ島（英語版）
  - バヌア・バラビュー島（英語版）
  - レイクバ島（英語版）
- ロマイビチ諸島（英語版）
  - ガウ島（英語版）
  - コロ島（英語版）
  - オバラウ島
- ママヌザ諸島
  - タバルア島
- ロツマ諸島（英語版）
  - ロツマ島
- バヌアレブ諸島（英語版）
  - バヌアレブ島
  - タベウニ島
- ビティレブ諸島（英語版）
  - ビティレブ島
- ヤサワ諸島
  - ヤサワ島（英語版）

## 一覧 (面積順)
フィジーにある面積25km2以上の島。
| 順位 | 島名                 | 面積(km2) | 緯度経度                                                            |
| ---- | -------------------- | --------- | ------------------------------------------------------------------- |
| 1    | ビティレブ島         | 10,388    | 南緯17度48分00秒 東経178度00分00秒 / 南緯17.80000度 東経178.00000度 |
| 2    | バヌアレブ島         | 5,587     | 南緯16度35分00秒 東経179度11分00秒 / 南緯16.58333度 東経179.18333度 |
| 3    | タベウニ島           | 434       | 南緯16度49分59秒 西経179度56分59秒 / 南緯16.83306度 西経179.94972度 |
| 4    | カンダブ島           | 411       | 南緯19度00分33秒 東経178度11分10秒 / 南緯19.00917度 東経178.18611度 |
| 5    | ガウ島               | 136.1     | 南緯18度04分00秒 東経179度20分00秒 / 南緯18.06667度 東経179.33333度 |
| 6    | オバラウ島           | 106.4     | 南緯17度41分17秒 東経178度47分26秒 / 南緯17.68806度 東経178.79056度 |
| 7    | コロ島               | 105       | 南緯17度18分00秒 東経179度24分00秒 / 南緯17.30000度 東経179.40000度 |
| 8    | ラビー島             | 67.3      | 南緯16度30分00秒 西経179度58分00秒 / 南緯16.50000度 西経179.96667度 |
| 9    | モアラ島             | 65        | 南緯18度36分00秒 東経179度52分00秒 / 南緯18.60000度 東経179.86667度 |
| 10   | レイクバ島           | 59.5      | 南緯18度13分00秒 西経178度47分00秒 / 南緯18.21667度 西経178.78333度 |
| 11   | バヌア・バラビュー島 | 57        | 南緯17度14分00秒 西経178度57分00秒 / 南緯17.23333度 西経178.95000度 |
| 12   | ロツマ島             | 44.9      | 南緯12度30分00秒 東経177度04分48秒 / 南緯12.50000度 東経177.08000度 |
| 13   | ベンガ島             | 37.5      | 南緯18度24分00秒 東経178度08分00秒 / 南緯18.40000度 東経178.13333度 |
| 14   | ナビッティ島         | 35.03     | 南緯17度06分52秒 東経177度14分46秒 / 南緯17.11444度 東経177.24611度 |
| 15   | シシア島             | 35        | 南緯17度45分00秒 西経179度18分00秒 / 南緯17.75000度 西経179.30000度 |
| 16   | カミー島             | 34.5      | 南緯16度46分00秒 西経179度46分00秒 / 南緯16.76667度 西経179.76667度 |
| 17   | ヤサワ島             | 32.547    | 南緯16度46分33秒 東経177度30分50秒 / 南緯16.77583度 東経177.51389度 |
| 18   | カバーラ島           | 32        | 南緯18度57分00秒 西経178度57分00秒 / 南緯18.95000度 西経178.95000度 |
| 19   | オノ島               | 31.14     | 南緯18度54分00秒 東経178度29分00秒 / 南緯18.90000度 東経178.48333度 |
| 20   | ヴァトレレ島         | 30.72     | 南緯18度32分00秒 東経177度38分00秒 / 南緯18.53333度 東経177.63333度 |
| 21   | マトゥク島           | 30        | 南緯19度10分00秒 東経179度46分00秒 / 南緯19.16667度 東経179.76667度 |
| 22   | トトヤ島             | 30        | 南緯18度57分00秒 西経179度49分59秒 / 南緯18.95000度 西経179.83306度 |
| 23   | ナイライ島           | 25.7      | 南緯17度48分00秒 東経179度25分00秒 / 南緯17.80000度 東経179.41667度 |

## その他
- バトア島（英語版） - フィジーの最東端 南緯19度49分00秒 西経178度15分00秒
- ワヤ島（英語版） - フィジーの最西端 南緯17度08分16秒 東経176度55分45秒
- コンウェイ環礁（英語版） - フィジーの最南端 南緯21度44分18秒 東経174度38分24秒
- ロツマ島 - フィジーの最北端